# Richard Hobert
Jan Richard Hobert, född 1 december 1951 i Kalmar, Kalmar län, är en svensk manusförfattare, kompositör och filmregissör. Han är bland annat känd för långfilmssviten De sju dödssynderna samt den Guldbaggen-belönade En enkel till Antibes.

## Biografi
Hobert studerade vid Lunds universitet 1970–1973. Efter studierna arbetade han som journalist och skrev flera radiopjäser. År 1974 blev han regiassistent inom radio, scenteater och tv. Han regidebuterade i tv hösten 1978 med dramadokumentären Gänget. Debatten kring filmen gjorde att den visades i tv fyra gånger under två veckor. 
Hoberts konstnärliga genombrott kom drygt två år senare, i januari 1981, med författaren Morris Wests drama Kättaren (engelska: The Heretic) om 1500-talsmunken Giordano Brunos kamp mot katolska kyrkan. I sin tv-iscensättning gjorde Hobert den historiska pjäsen till ett drama mitt i samtiden som speglade den polske frihetskämpen Lech Wałęsas kamp mot den sovjetiska kommunistiska överhögheten. 
Under 1980-talet regisserade Hobert ett flertal tv-pjäser och tv-filmer efter både andras och egna manuskript. Två av dessa var tv-långfilmer som ingick i kriminalserien Skånska mord som utgick från autentiska brott: Esarparen (med Ernst-Hugo Järegård) och Yngsjömordet (med Mimmo Wåhlander).
Därefter skrev och regisserade han för Sveriges Television Sommarens tolv månader, Ålder okänd och Den femtonde hövdingen.
Sveriges Television var också med och producerade långfilmssviten De sju dödssynderna, av vilka de två första hade premiär 1993 och 1994 och den sjunde och sista år 2000. I sviten ingick Glädjekällan, Händerna, Höst i paradiset, Spring för livet, Ögat, Där regnbågen slutar och Födelsedagen. Filmerna belönades med flera Guldbagge-nomineringar. Bland Guldbaggevinnarna finns: Sven Lindberg, Sven-Bertil Taube, Göran Stangertz och Pernilla August. För första filmen Glädjekällan erhöll Richard Hobert, vid Guldbaggegalan 1994, Ingmar Bergman-priset med Bergmans personliga motivering: "Ett mästerverk".
Alla älskar Alice var den första fristående filmen efter sviten och rönte stor framgång, medan den följande filmen Tre solar kritiserades hårt. Året efter kom filmen Harrys döttrar, med Amanda Ooms och Lena Endre i huvudrollerna.
I februari 2008 skrev och regisserade han egna pjäsen Security, ett politiskt kärleksdrama, på Dramatens sidoscen Elverket. 
I september 2011 återvände Hobert till filmen med dramakomedin En enkel till Antibes med Sven-Bertil Taube i huvudrollen. I januari 2012 belönades Sven-Bertil Taube med en Guldbagge för "Bästa manliga huvudroll" för sin roll i filmen.
Richard Hobert var mellan år 2000 och 2012 gift med skådespelaren Lena Endre.

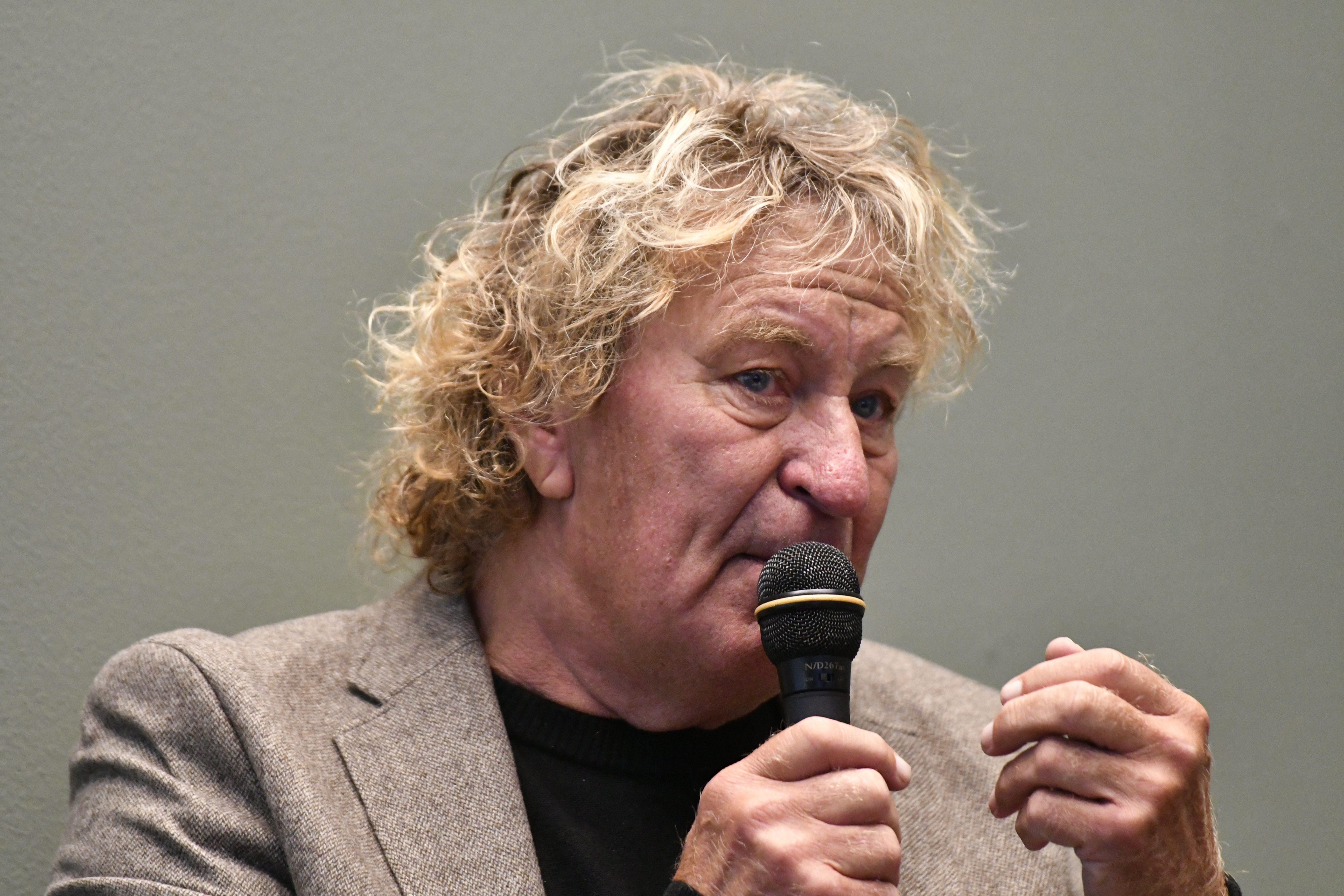
Richard Hobert på bokmässan i Göteborg 2024.

## Verk

### Filmografi
- De sju dödssynderna:

1993 – Glädjekällan
1994 – Händerna
1995 – Höst i paradiset
1997 – Spring för livet
1998 – Ögat
1999 – Där regnbågen slutar
2000 – Födelsedagen
- 2002 – Alla älskar Alice
- 2004 – Tre solar
- 2005 – Harrys döttrar
- 2011 – En enkel till Antibes
- 2019 – Fågelfångarens son
- 2022 – Kärleksbevis

### TV
- 1978 - Gänget
- 1980 - Två slår den tredje (endast regi)
- 1981 - Kättaren
- 1983 - Polskan och puckelryggen
- 1984 - Martin Frosts imperium
- 1985 - Esarparen (endast regi, del av "Skånska mord")
- 1986 - Yngsjömordet (endast regi, del av "Skånska mord")
- 1988 - Sommarens tolv månader
- 1990 - Ålder okänd
- 1992 – Den femtonde hövdingen

### Teater
- 2008 – Security
- 2009 – Desire
- 2010 – Power Play

### Böcker
- 2018 – Fågelfångarens son